# Ariobarzanes I av Kappadokien
Ariobarzanes I av Kappadokien, död 63 f. Kr., var regerande kung av Kappadokien mellan 95 f. Kr. och 63 f. Kr.